# Малієве
Малі́єве — село в Україні, у Синельниківському районі Дніпропетровської області. Входить до складу Слов'янської сільської громади. Населення становить 69 осіб. До 2020 року орган місцевого самоврядування — Зорянська сільська рада.

## Історія
12 червня 2020 року, відповідно до розпорядження Кабінету Міністрів України № 709-р від «Про визначення адміністративних центрів та затвердження територій територіальних громад Дніпропетровської області», увійшло до складу  Слов'янської сільської громади.
19 липня 2020 року, в результаті адміністративно-територіальної реформи і ліквідації Межівського району, село увійшло до складу новоутвореного Синельниківського району.

## Географія
Село Малієве розміщене на відстані 4 км від села Зоряне. По селу протікає пересихаючий струмок із загатою.